# Gare d’Ingrandes-sur-Loire
Gare d'Ingrandes-sur-Loire – przystanek kolejowy w Ingrandes, w departamencie Maine i Loara, w regionie Kraj Loary, we Francji.
Jest przystankiem kolejowym Société nationale des chemins de fer français (SNCF), obsługiwanym przez pociągi TER Pays de la Loire kursujące pomiędzy Angers i Nantes.